# Stille-Zyklus
Der Stille-Zyklus ist ein Begriff aus der Geologie.
Um 1920 formulierte Hans Stille seinen magmatisch-tektonischen-Zyklus aufgrund der Ähnlichkeiten im Aufbau der verschieden alten europäischen Gebirge. Bis in die 1960er Jahre behielt der Stille-Zyklus seine Gültigkeit, ist aber mittlerweile durch die Theorie der Plattentektonik überholt. Dennoch ist er auch heute noch nützlich, wenn es um die reine Beschreibung der Entwicklung eines Stücks kontinentaler Kruste geht. Die Plattentektonik dagegen liefert die Ursachen beziehungsweise den Mechanismus für die tektonischen Bewegungen.

## Die Stadien des Stille-Zyklus
Die vier Stadien eines Stille-Zyklus sind:
| tektonisches Stadium | magmatisches Stadium                                          |
| -------------------- | ------------------------------------------------------------- |
| 4. kratonisch        | finaler basaltischer Vulkanismus                              |
| 3. quasikratonisch   | subsequenter saurer bis basischer Vulkanismus und Plutonismus |
| 2. orogen            | synorogener granitischer Plutonismus                          |
| 1. synklinal         | initialer basischer Vulkanismus                               |

## Plattentektonische Interpretation
Nach der Entwicklung der Theorie der Plattentektonik können die einzelnen Phasen des Stille-Zyklus im Lichte neuerer Erkenntnisse betrachtet werden.

### Synklinalphase
Ein Stille-Zyklus beginnt mit dem Einsinken eines Grabensystems (eines Rifts) innerhalb kontinentaler Kruste (der Vorgang wird als Taphrogenese oder englisch rifting bezeichnet). Der Oberrheingraben ist ein Beispiel für eine (allerdings steckengebliebene) Taphrogenese.
Begleiterscheinungen in diesem Stadium sind grobklastische Sedimentserien und oftmals Evaporitbildungen (durch chemische Ausfällungen entstandene Gesteine wie Salz oder Anhydrit) und Vulkanite. Bei Fortsetzung der Dehnungsbewegungen zerreißt die kontinentale Kruste und es entsteht ein zunächst noch schmales Ozeanbecken, eine Geosynklinale. Den basischen Vulkanismus stellen die neugebildete ozeanische Kruste und die Vulkanite der Taphrogenese dar.
Das Becken nimmt zunächst aufgrund von Absenkungsbewegungen (ozeanische Kruste ist dichter als kontinentale) mächtige Sedimentserien auf, bei entsprechenden klimatischen Bedingungen bilden sich gegebenenfalls Karbonatplattformen. Bei fortgesetzter Dehnung bildet sich ein zentraler Ozean mit geringmächtiger pelitischer Sedimentbedeckung. An den passiven Kontinentalrändern findet weitere Bildung von Sedimentkeilen statt.

### Orogene Phase
Die Extensionsbewegung kehrt sich schließlich um und die beiden Kontinentalränder beginnen, sich einander wieder zu nähern. In diesem Stadium kommt es zur Subduktion ozeanischer Kruste. Die Subduktion kann entweder innerhalb des ozeanischen Bereichs oder an einem der Kontinentalränder erfolgen.
Im ersten Fall entsteht ein vulkanischer Inselbogen, im zweiten ein aktiver Kontinentalrand. An der Front der subduzierenden Platte kommt es zu Deformationen und zur Bildung von Akkretionskeilen (in diesen finden sich zeitgleich abgelagerte Sedimentschichten in vielfacher Abfolge übereinander, wie von der subduzierten Platte abgehobelt). Weiter in Richtung der eigentlichen Subduktionszone kommt es unter der oberen Kontinentalplatte zum Aufschmelzen der abtauchenden Platte und zum Auftauchen von siliziumreichen (sauren) bis intermediären Plutoniten wie Graniten, Dioriten oder Tonaliten, und entsprechenden Vulkaniten, so etwa Dazite, Rhyolithe oder Andesite). Zum eigentlichen orogenen (gebirgsbildenden) Stadium kommt es erst bei der Kollision der beiden Kontinentalränder. Dabei finden die stärksten Verformungen statt, zum Teil auch zu starken Horizontalverschiebungen, da die beiden Kontinentalränder meist nicht aufeinander passen. Vom Ozean bleibt meist nur ein Bereich mit Relikten ozeanischer Kruste übrig, eine so genannte Sutur. Nur selten kommt es zur Obduktion ozeanischer Kruste.

### Subsequente Phase
Das quasikratonische Stadium beginnt mit Ende der kompressiven Bewegungen mit gravitativ verursachter Bruchtektonik. Dabei kommt es eventuell auch zum Abgang von Gleitdecken nahe der Oberfläche. Der zugehörigen subsequente Vulkanismus und Plutonismus ist dem des orogenen Stadiums ähnlich. Das quasikratonische Stadium kann aus Sicht der Plattentektonik nicht vollständig eingegrenzt werden.

### Kratonische Phase
Bei andauernder tektonischer Ruhe erfolgt die Einebnung des Reliefs und damit das kratonische Stadium. Allerdings ist die Konsolidierung und der damit verbundene basaltische Vulkanismus im Sinne Stilles heute nicht mehr haltbar, denn Stille ging davon aus, dass der im synklinalen Stadium gebildete Ozean gefaltet als Ganzes in die Orogenese eingeht. Es findet aber vielmehr eine fast vollständige Vernichtung (Subduktion) ozeanischer Kruste statt, allenfalls Reste von Ophiolithkomplexen bleiben in der Suturzone erhalten.